# Herman Hollerith
Herman Hollerith (29. februar 1860 i Buffalo – 17. november 1929) var en tysk-amerikansk ingeniør og opfinder af hulkortet og hulkortmaskinen. 
En dag på en togtur sad Hollerith, som var ansat på USAs folketællingskontor, og bemærkede konduktørens måde at klippe billetter på, og pludselig fik han en god idé. I stedet for registreringskortet, på hvilket befolkningen satte kryds for mand eller kvinde, kunne de sætte et hul i et af to felter, der bestemte deres køn. Han udviklede det første hulkortssystem med tilhørende maskiner, som kunne sortere kortene, f.eks. efter køn, og registrere informationen. Systemet læste kortene ved at køre dem gennem nogle elektroniske kontakter – i kortenes huller opstod nemlig en elektrisk kreds. Ved hjælp af udstansninger i visse positioner kunne kortene registrere alle nødvendige oplysninger om hver enkelt borger – ud over kønsbestemmelsen også alder, adresse og nationalitet. 
Hulkortene beviste deres værd ved den amerikanske folketælling i 1890. Bearbejdningen af informationen om de 63 millioner amerikanere, som tidligere havde taget to år, tog nu bare tre måneder. 
Hollerith grundlagde i 1896 Tabulating Machine Company, et af de foretagender som senere blev slået sammen til det, som sidenhen kom til at blive IBM.

## Hollerith-kode
Et hulkort indeholdt normalt 80 kolonner à 12 rækker, der ud over rækker nummereret 0-9 indeholdt to rækker med såkaldte overhuller; altså 960 bit i alt per kort. Hollerith code er en 12 bits kode. Øverst på kortet over overhullerne var der plads til et tegn over hver kolonne til at vise en grafisk repræsentation, f.eks. et 'A', hvis koden stod for bogstavet A. 
Et hulkort kunne indeholde koder, der skulle tolkes på forskellig måde. Det kunne f.eks. være et kartotekskort med personoplysninger, hvor koderne repræsenterede bogstaver og tal; men det kunne også være et computerprogram.